# Ritter Waltmann von Sättelstätt
Die Sage vom tapferen Ritter Waltmann von Sättelstätt ist eine bereits im 14. Jahrhundert vom Eisenacher Chronisten Johannes Rothe in seiner Thüringer Landeschronik niedergeschriebene Heldengeschichte.

## Die Sage in der Version nach Bechstein
Nach der schriftlichen Überlieferung Rothes gab der Sagensammler Ludwig Bechstein im Inhalt getreu der Vorlage eine sprachlich modernisierte Sage in seinem 1835 erschienenen Sammelband Der Sagenschatz und die Sagenkreise des Thüringer Landes wieder, welche dort in der folgenden Version steht:

„83. Waltmann von Sättelstätt  Zu den Zeiten des Landgrafen Ludwig des Frommen

 und seiner Gemahlin, der heiligen Elisabeth, wohnte außen

 vor dem Dorfe Sättelstätt am Bergrücken des Hörseelberges

 in einer Steinkemenate ein Ritter, des Namens

 Waltmann von Sättelstätt, der gehörte zum Ingesinde des

 Landgrafen-Hofes auf Schloß Wartburg. Derselbe war

 ein guter Wappner und ein strenger Ritter, und hohen

 Muthes; der zog im Gefolge des Landgrafen, seines Herrn

 auf einen Hof- und Fürstentag gen Merseburg, und führte

 mit sich eine wohlgeschmückte Jungfrau, die trug auf der

 Hand einen Sperber, und führte einen fertigen, guten

 Steuber (Jagdhund, Stöbär = Spürhund),

 und der Herr Waltmann von Sättelstätt war des Er-

 bietens, mit jedem Ritter dreimal zu rennen und einen

 Stoß zu halten. Welcher ihn vom Rosse stieße, der solle

 alle sein Stechzeug, seinen Harnisch, die Jungfrau, den

 Steuber und den Sperber haben, stieße er ihn aber

 nicht herab, so solle er der Jungfrau ein goldenes Ring-

 lein verehren. Solches Erbieten nahmen der Herren viele

 an, und wollten mit Herrn Waltmann die Stöße halten,

 und er wählte sich stets einen aus, mit dem er zuerst

 rannte. Aber keiner vermochte den stattlichen Kämpen aus

 dem Sattel zu heben, auch der tapferste und beste nicht,

 und er zog fröhlich wieder mit seiner Jungfrau, seinem

 Steuber und Sperber vom Hoftag zu Merseburg in die

 Heimath zurück und auf die Wartburg, und die Jungfrau

 trug die Siegesdanke, die Herr Waltmann erkämpft, an

 allen zehn Fingern, und theilte sie aus unter die Frauen

 und Jungfrauen, ihre Freundinnen am Hofe der Land-

 gräfin Elisabeth, und alle waren sehr fröhlich und dank-

 ten dem frommen Ritter seiner großen und herrlichen

Mannlichkeit. “

## Die Sage in der Version nach Quensel
In der romantischen Version Bechsteins wurde die selbstlos dienende Rolle des tapferen und tugendhaften Ritters in den Vordergrund gestellt. Der Thüringer Schriftsteller Paul Quensel erweiterte in seiner Nacherzählung die Geschichte und stellte nun die Paarbeziehung Ritter – Jungfrau in das Zentrum der Handlung. Bei dieser Version hat sich der junge, ungestüme Ritter zu einer Wette hinreißen lassen und eine Jungfrau als Pfand angeboten, solle er im nächsten Turnier besiegt werden. In Ermangelung einer geeigneten Jungfrau fällt seine Wahl schließlich auf eine noch ledige hübsche Müllerstochter, die sich in fester Zuversicht und Liebe dem Ritter und Lehnsherren ausliefert, komme was da wolle. Erst am Schluss des Abenteuers entbrennt auch Waldmanns Herz für die in reiner Liebe zu ihm stehenden Frau und beide geloben sich an den Ufern der Saale ewige Treue.

## Geschichtlicher Hintergrund
Der Sättelstädter Pfarrer und Ortschronist Dr. Kosack hat sich ausführlich mit der Erforschung dieser historischen Sage beschäftigt. Demnach hat es tatsächlich ein im Ort Sättelstädt ansässiges Rittergeschlecht mit dem Beinamen Waldmann gegeben. Die Kemenate als Wohnsitz der Ritter soll sich am Sperlingsberg befunden haben, eine Örtlichkeit, welche erst beim Bau der Reichsautobahn in den 1930er Jahren abgetragen wurde. Der Name Waldmann war hierbei eine Dienstbezeichnung, eine Art Forstaufseher des Landgrafen. Der reale Ritter Hermann war demnach der Waldmann von Sättelstätt er findet sich als landgräflicher Lehnsherr in einer Urkunde vom 13. August 1313 genannt, somit jedoch bereits hundert Jahre später als zu Lebzeiten der Heiligen Elisabeth; es ist jedoch sehr wahrscheinlich, dass es auch schon früher Träger dieses Namens in Sättelstädt gegeben hat.